# Карпо Ачімовіч-Годіна
Карпо Ачімовіч-Годіна або Карло Годіна (словен. Karpo Ačimović-Godina, народився 26 червня 1943 року в Скоп'є) — словенський кінооператор і кінорежисер фільмів «югославської чорної хвилі» епохи 1964—1973 років.

## Короткий життєпис
Карло Годіна відомий і як оператор, і як режисер. Зокрема, він був оператором фільму «Ранні роботи» Желіміра Жилніка, завоював приз Берлінського кінофестивалю 1969 року), а в 1990 році його фільм «Штучний рай» показали поза конкурсною програмою Каннського кінофестивалю. Першим повнометражним фільмом, знятим Ачімовічем-Годіною, стало «Плавання Медузи» 1980 року; в тому ж році він став лауреатом премії Франце Прешерна.

## Фільмографія

### Режисер
- 1965: Гра (Divjad, короткометражний фільм)
- 1966: A. P. (Anno Passato) (короткометражний фільм)
- 1970: Смажений мозок Пупілії Феркеверк (Gratinirani mozak Pupilije Ferkeverk, короткометражний фільм)
- 1971: Здорові люди за веселощі (Zdravi ljudi za razonodu, документальний короткометражний фільм)
- 1972: Про мистецтво кохання, або фільм за 14441 квадратом (O ljubavnim veštinama ili film sa 14441 kvadratom, документальний фільм)
- 1980: Плавання медузи (Splav Meduze)
- 1990: Штучний рай (Umetni raj)
- 2002: Де ж «Північна зірка»?  (Kam je izginila Stella del nord?)

### Оператор
- 1969: Ранні роботи (режисер Желімір Жилнік)
- 1972: Сцени з життя ударника (режисер Бата Ченгіч)
- 1978: Окупація в 26 картинках (режисер Лордан Зафрановіч)
- 1983: Лист — голова (режисер Бата Ченгіч)
- 1985: Доктор (режисер Войко Дулетіч)
- 1988: Парашутист (режисер Френк де Пальма)
- 1988: Шлях на південь (режисер Хуан Баутіста Стагнаро)